# Negrilești (Vrancea)
Negrilești es una comuna ubicada en el distrito de Vrancea, Rumania.

## Superficie
Posee una superficie de 32,95 kilómetros cuadrados.

## Demografía
Hasta 2021 la población era de 1464 habitantes, con una densidad de población de 44,43 habitantes por kilómetro cuadrado.